# 쿠웨이트 국립 은행
쿠웨이트 국립 은행(National Bank of Kuwait)은 1952년에 쿠웨이트 및 걸프 지역에 설립된 최초의 주주회사이다.

## 역사
쿠웨이트 국립 은행은 1952년, 한 거부(巨富)가 중동지부 영국 은행에 10,000 루피(현재 가지 750디나르)에 달하는 지급보증서를 발급 받기 위해 방문한 사건에서부터 시작한다. 그의 요구는 거부되었는데, 이 사건은 주변 지역에 유명해졌다. 그로 인해, 사람들은 국가적 수요를 우선 과제로 여기고, 국가의 경제 성장에 이바지하며, 고객의 예금을 관리하는 업무를 보는 국립 은행에 대한 바람을 띠게 됐다. 실제로 이러한 생각은 당시의 지도자(Amir) HH 셰이크 압둘라 알 살렘 알 사바에게서 강력한 지원을 얻게 됐다. 1952년 5월 19일, 쿠웨이트 국립 은행의 설립에 대한 지도자의 법령이 발표되었고, 11월 15일에 전국에 3군데뿐이며 한 줌도 안 되는 직원들이 전통적인 방식과 수동식 도구에 의존하는 쿠웨이트 국립 은행이 업무를 보게 됐다. 이는 해당 지역에서 가장 부유하고 큰 은행이었다.
쿠웨이트 국립 은행은 2011년 9개월간 미화 $819,000,000(약 225,600,000디나르)의 순이익을 창출했음을 보고했다. 오늘날 쿠웨이트 국립 은행은 쿠웨이트 내에서 가장 거대한 금융 기관이며 시중 은행 가운데 시장점유율이 가장 높다. 또한 쿠웨이트 국립 은행은 쿠웨이트 내에 67개의 분점을 자랑하는 최대 은행이고, 세계적으로도 105개의 분점을 운영하고 있다.
쿠웨이트 국립 은행은 분점이나 계열사 및 사무소 등의 지역적 네트워크에 관해서도 두드러지는데, 제네바, 런던, 파리, 뉴욕, 싱가포르, 중국은 물론이고 레바논, 요르단, 이라크, 이집트, 바레인, 카타르, 사우디아라비아, 아랍 에미리트, 터키 등지에서도 비중 있는 존재이다.

## 주요 계열사
NBK(국제) 유한회사(영국 지부)는 런던과 파리에 있는 은행의 계열사를 모두 소유하고 있다. 이들은 소액 거래 은행, 개인 은행 및 기업 은행에 재무 또는 무역 거래 관련 서비스를 제공한다.
NBK 구조조정차관(Structural Adjustment Loan, 레바논)은 85.5%가량 쿠웨이트 국립 은행에 소유되었고, 소매상과 무역 및 개인 은행업무와 부동산 거래 관련 서비스를 열 개의 분점에서 제공한다.
NBK 민간 은행(주)(Société Anonyme, 스위스)은 쿠웨이트 국립 은행이 소유권을 모두 가졌으며, 제네바에 본부를 두고 있는 계열사이다. 이곳은 전통적인 은행 서비스에 더불어, 자산관리 서비스, 가족 신탁, 고액순자산보유자에게 이익 자문과 커스토디(해외 투자 시 금융자산을 대신 보관ㆍ관리해 주는 서비스)를 제공한다.
이라크 신용 은행(주)(이라크)는 쿠웨이트 국립 은행에 75%가량 소유되었으며, 소매상과 무역상 은행 업무 서비스를 14개 이라크 분점에서 제공한다.
NBK 투자관리(유한회사, 영국)는 쿠웨이트 국립 은행이 소유권을 모두 가졌으며, 고액순자산보유자 및 쿠웨이트 정부기관에 자산 관리 서비스를 제공한다.
국제 투자자 그룹 홀딩스(지주회사, 유한회사, 케이먼 아일런즈)는 쿠웨이트 국립 은행이 소유권을 모두 가졌으며, 투자회사로 설립되었다.
NBK 캐피탈 회사(쿠웨이트)는 99.9%의 지분을 쿠웨이트 국립 은행이 소유하고 있으며, 2005년 7월에 쿠웨이트 국립 은행의 계열사로 설립되었다. NBK 캐피탈은 대체 투자처, 자산관리, 위탁매매 및 리서칭, 투자금융의 네 가지 중요 사업에 집중적으로 영업하고 있다. 쿠웨이트, 두바이, 터키, 카이로에서 NBK 캐피탈은 투자자와 고객을 받는다.
알 와타니 은행(이집트)은 쿠웨이트 국립 은행이 98.5%가량 소유하였으며, 소매상과 개인 및 무역 은행 업무, 재무 관련 서비스를 제공한다.
와타니 재정 위탁매매 회사(이집트)는 86.7%가량 쿠웨이트 국립 은행이 소유하고 있고, 위탁매매 업무를 제공한다.

## 협력 업체에 대한 투자
부비얀 은행은 쿠웨이트 국립 은행이 47.3%가량의 지분을 소유했다. 2004년에 세워진 부비얀 은행은 이슬람 은행 업무에 대한 엄정한 적용과 윤리적 실천, 그리고 고객과 동업자, 주주들에 대한 가치창출을 중시하는 사회 및 사업 환경을 확장하여 사회 경제적 자본을 마련하자는 생각에서 출범하였다.
카타르 국제 은행(IQB)는 쿠웨이트 국립 은행의 제휴 회사로서 당사가 30%의 지분을 소유하고 있다. 카타르 국제 은행은 카타르에서 가장 오래된 재정 기관이며, 2006년에 설립 50주년을 기념하였다. 카타르 국제 은행은 많은 분점과 서비스 센터, ATM들을 카라트 전역의 전략적 요충지에 갖고 있다. 카타르 국제 은행은 일련의 맞춤식 개인, 기업, 소매상 은행 업무 서비스를 제고한다.
터키 은행은 30%의 지분을 쿠웨이트 국립 은행이 소유하였다.
NBK 국제 자문 위원회
쿠웨이트 국립 은행은 중동 지방에서 국제 자문 위원회를 수립한 최초의 은행으로, 이는 같은 지방의 어떠한 은행이나 재정 기관보다 앞선 것이었다. 2007년에 수립된 국제 자문 위원회는 정치, 경제, 사업 분야의 세계적 유명 인사들로 구성되었고, 그들의 직권으로 은행가 원탁회의가 중요한 하위 집단으로 발전했다. 은행가 원탁회의는 은행업무 및 재무 관련 전문가들로 구성된 자문 위원회의 대표단이다.
1952년부터 지금까지의 위원장
1952–1955 Khalid Al Zaid Al Khalid
1956–1958 Ahmed Saud Al Khalid
1959–1964 Abdulaziz Hamad Al Sager
1965–1979 Yaqoub Youssef Al Hamad
1980–1992 Mohammed Abdulmohsin Al-Kharafi
1993 – to date Mohammed Abdulrahman Al Bahar
관련 링크
NBK Official website: https://web.archive.org/web/20170811121227/http://nbk.com/
자료
NBK annual report and financial statements 2010 NBK Corporate Social Responsibility Report 2010